# Миличний хрест
Миличний хрест (знак в юнікоді — ☩) — форма геральдичного хреста з поперечками на чотирьох кінцях. Французькою мовою він відомий як croix potencée, німецькою мовою — Kruckenkreuz, що все перекладається як «миличний хрест».

## Ім'я
Термін миличний також використовується в геральдичної термінології для опису профільованої зміни «Т» в білячому хутрі і potenté — це лінія із складених в ряд фігур 'T'. 
У геральдичній літературі XIX століття миличний хрест також відомий як «Єрусалимський хрест» через його появу в гербі Єрусалимського королівства. Ця назва відображена в Юнікоді, де символ ☩ (U + 2629) названий CROSS OF JERUSALEM. Назва єрусалимський хрест частіше дається більш складному символу, що складається з великого грецького хреста або миличного хреста в оточенні чотирьох менших грецьких хрестів.

## Історія
«Миличний хрест» зустрічається в гончарних прикрасах як в європейському, так і в китайському неоліті. У китайських бронзових написах гліф, родовід сучасного китайського символу 巫 " шаман, відьма " має форму хрестоподібної сили, інтерпретується як представлення хрестоподібного «ворожіння стрижня» або подібного пристрою, що використовується в шаманській практиці.
Миличний хрест як варіант християнського хреста використовується на візантійських монетах VII століття, за часів династії Гераклітів, здебільшого як «хрест на Голгофі», тобто хрест, який милично стоїть на кількох сходах. Треміс Іраклія, датований c. 610—613, містить миличний хрест без східців. Тамплієрський хрест присутній на тремісі Феодосія II (перша половина V ст.).

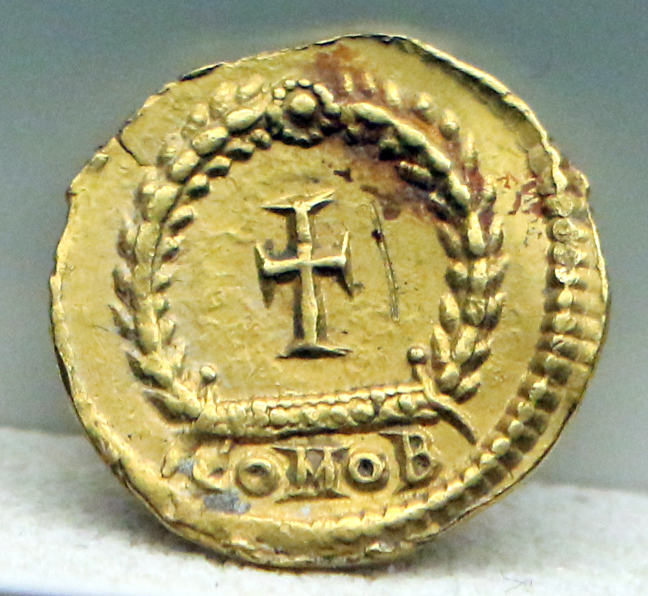
Треміс Феодосія II (402 – 450 рр.)
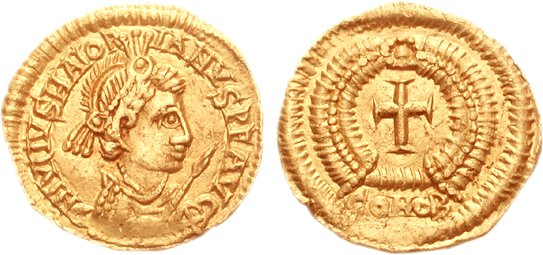
Візиготський треміс (V ст.)
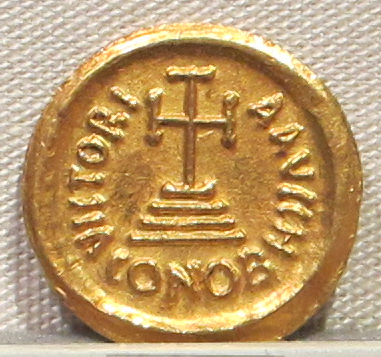
Голгофський хрест Іраклія (бл. 613 – 638 рр.)
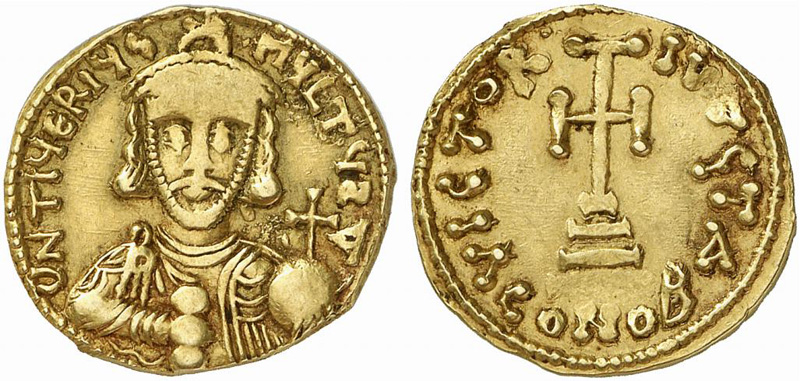
Костильний хрест Голгофи на соліді Тиберія Петасія (бл. 730 р.)
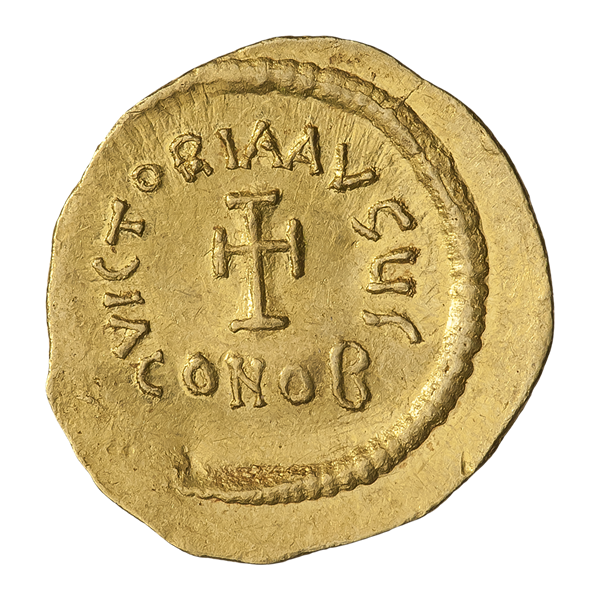
Треміс Іраклія (610-613 рр.)

Ранні геральдичні хрести притягуються до країв щита, як ординарії, але варіації закінчення хрестових кінцівок набувають чинності пізніше ХІІІ ст. Геральдичний хрест є популярним в гербах кінця ХІІІ століття, особливо в гербі Єрусалимського королівства, у срібному полі золотий миличний хрест у супровіді чотирьох мхрецьких хрестиків (Camden Roll, c. 1280). Використання миличного хреста залишається рідкістю в геральдиці поза Єрусалимським хрестом. У середньовічній геральдиці, як і в середньовічних печатках, відмінність між миличним хрестом та тамплієрським хрестом може бути неясним. Наприклад, хрестовий симво Тевтонського ордена намальовано як хрестовий симвовл для Тангейзера у Манесському кодексі (1310 р.).

Використання єрусалимського хреста пов'язане з титулом короля Єрусалиму, який перейшов від королів Кіпру до ряду королівських родин Європи в кінці середньовіччя, зокрема королів Неаполя та Савойського дому, через Людовіка II Неапольського до Лотаринзького дому, через завоювання Неаполя до Арагонської династії, а через Франциска I — імператорів Австрії Габгзбурзької династії. Простий миличний хрест використовується як герб північної Калабрії (Calabria Citra) як провінції Неаполітанського королівства на початку модерного періоду. 

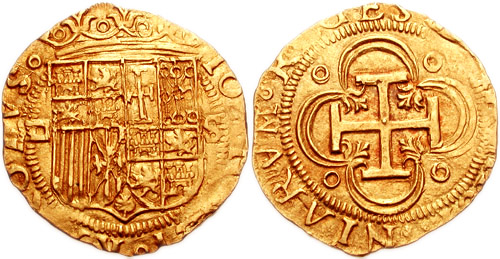
Миличний хрест на ескудо Карла V (r. 1519 – 1556)
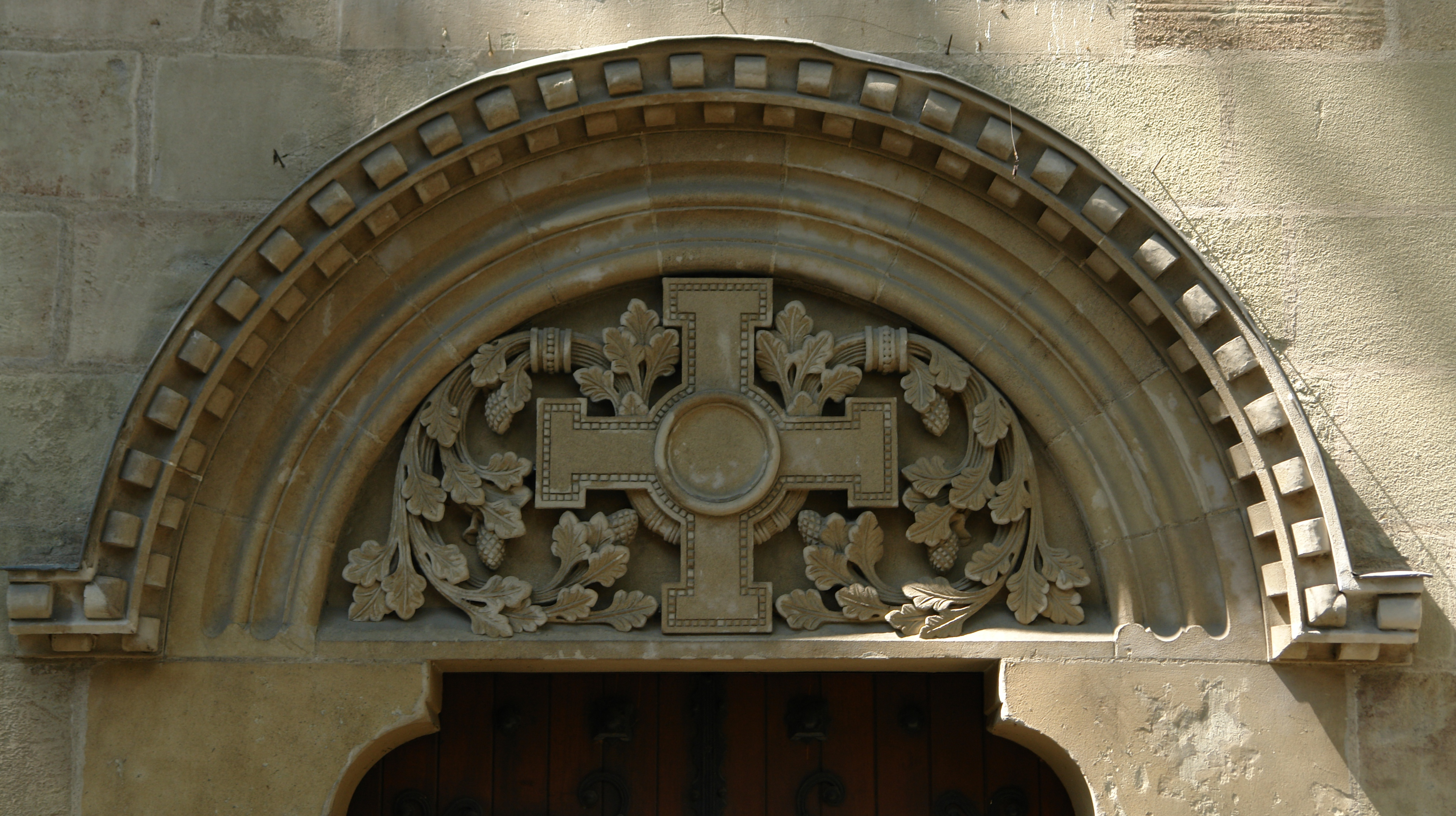
Миличний хрест  біля бічного входу в собор Сен-П'єра (XVIII ст.)

 Використання миличного хреста у геральдиці відроджується в ХІХ — на початку ХХ ст., а потім як символ римо-католицизму безпосередньо на базі Єрусалимського хреста.

## Сучасне використання

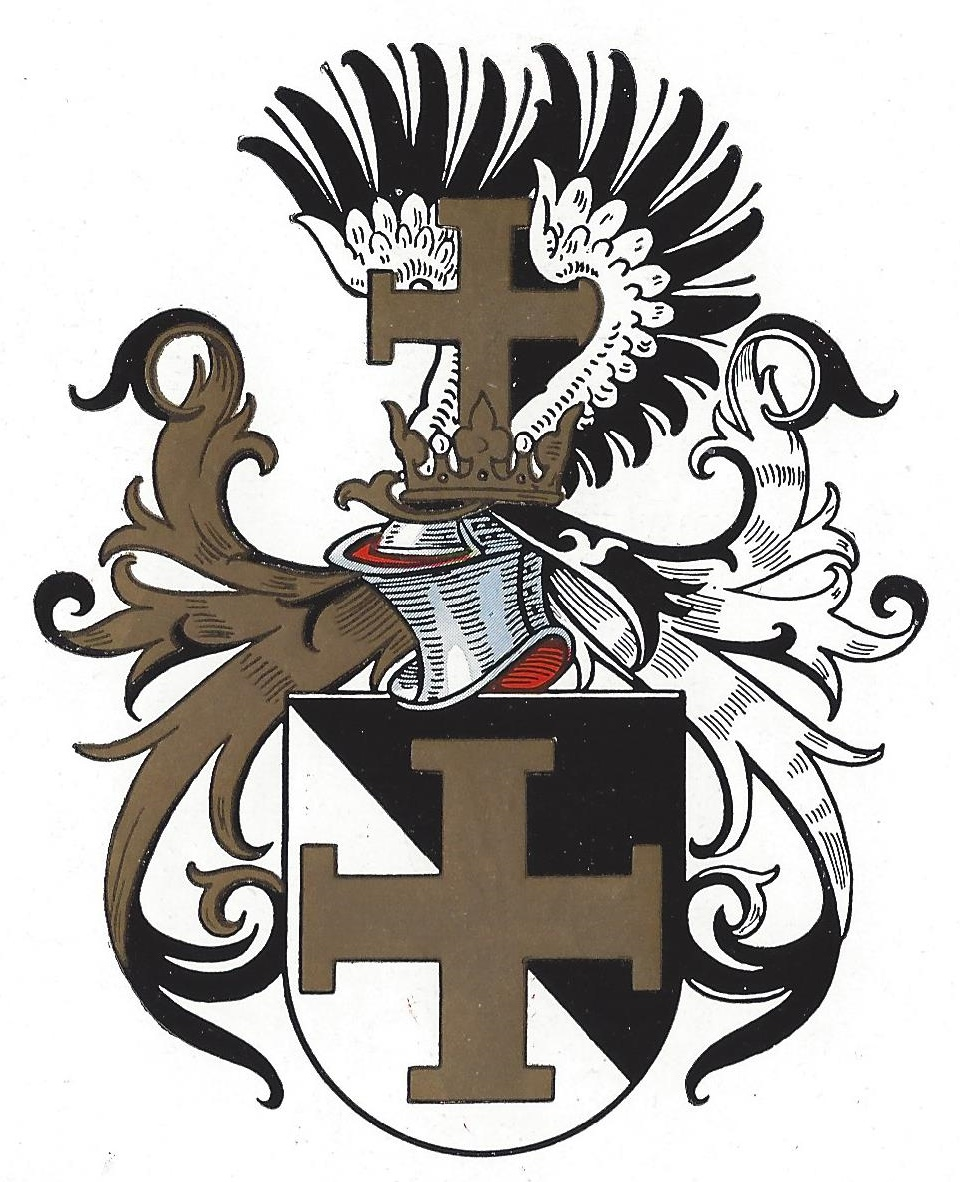
Використання миличного хреста у сучасній геральдиці: Герб студентського братства Вінггольфа (1931).

Після прийняття Закону про шиллінг у 1924 р. миличний хрест був використаний як національний символ Австрійської Першої Республіки, карбується на звороті монет. У 1934 році він став емблемою австрофашистської федеральної держави Австрії, прийнятого з правлячого Вітчизняного фронту, католицької традиціоналістичної організації на чолі з канцлером Енгельбертом Долфуссом. Посилання на Єрусалимський хрест, він служив контрсимволом як для свастики, так і серпа і молота, оскільки Вітчизняний фронт був і антинацистським, і антикомуністичним.
Сьогодні миличний хрест використовується багатьма, переважно римо-католицькими, скаутськими та екскурсоводськими організаціями, у своїх логотипах та знаках. В даний час використовується в гербах кафедри Санта-Крус у Болівії та студентських братств Вінггольфа в Німеччині, Австрії та Естонії.
Білий миличний хрест на чорному тлі, був кандидатом у референдумі про прапор Інтернет- підкастів 2015 р у Hello Internet.

## Галерея

Герб Єрусалимського королівств
Герб комуни Беттон у Франції
Хрест хрестоносців
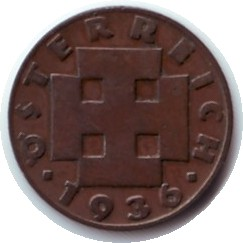
Австрійський грош (1936)
Символ австрійської партії Вітчизняний фронт
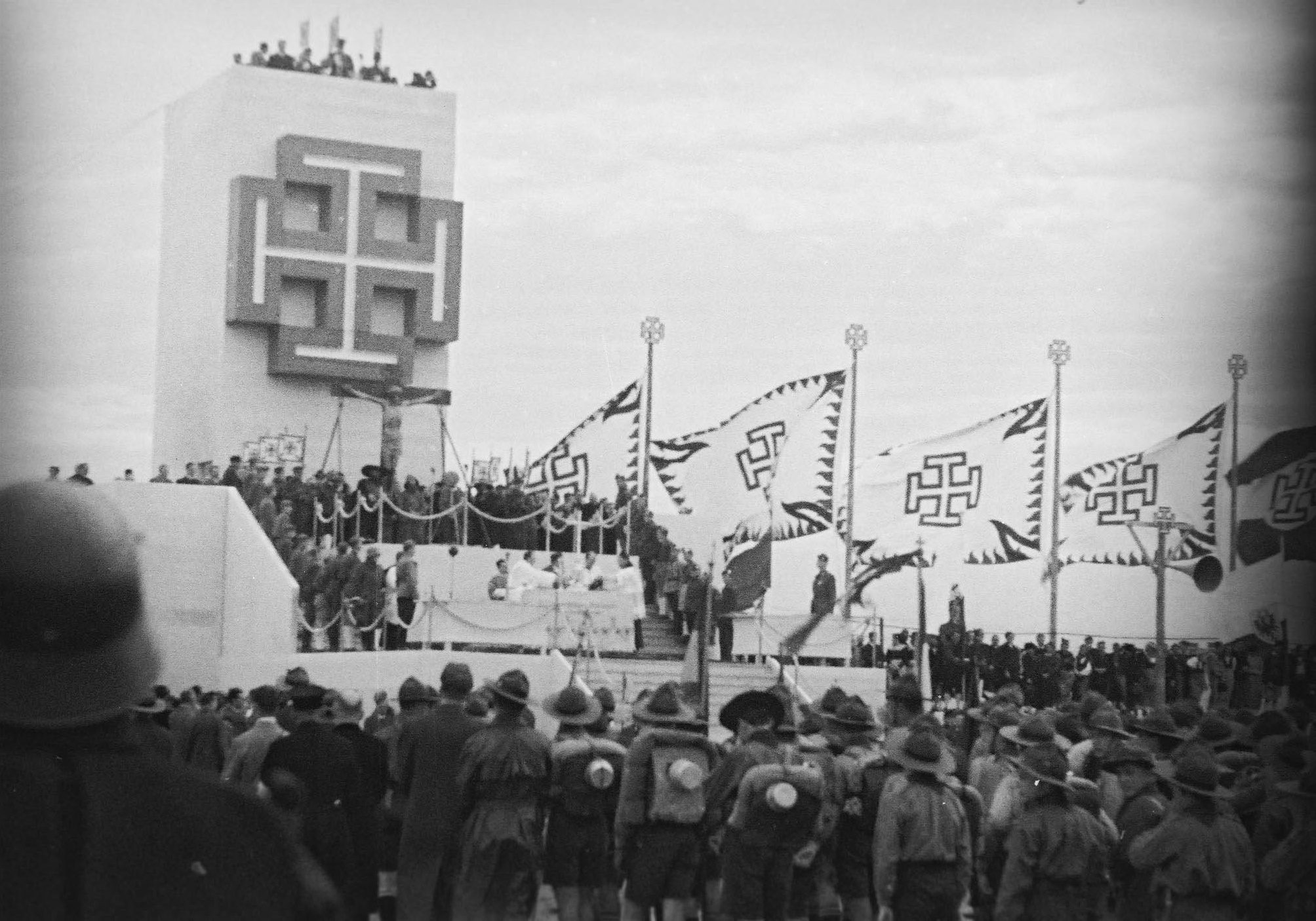
Мітинг Вітчизняного фронту у Відні (1936)
Символ російської Народної національної партії
Прапор MONATIO (воєнізованого угрупування в Камбоджі, 1975 г.)
Емблема УНА-УНСО